# قره‌گوز (زنگلان)
قره‌گوز (ترکی آذربایجانی: Qaragöz) یک منطقهٔ مسکونی در جمهوری آرتساخ است که در استان کاشاتاق واقع شده‌است.